# 秦安県
秦安県（しんあん-けん）は中華人民共和国甘粛省天水市に位置する県。県人民政府の所在地は興国鎮。

## 行政区画
17鎮を管轄：
- 鎮：興国鎮、蓮花鎮、西川鎮、隴城鎮、郭嘉鎮、五営鎮、葉堡鎮、魏店鎮、安伏鎮、千戸鎮、王尹鎮、興豊鎮、中山鎮、劉坪鎮、王鋪鎮、王窯鎮、雲山鎮

## 交通

### 鉄道
- 中国国家鉄路集団
  - 宝蘭旅客専用線
    - 秦安駅

### 道路
- 高速道路
  -  平綿高速道路（中国語版）
- 国道
  - G310国道（中国語版）